# Doxteje Barrio Primero
Doxteje Barrio Primero är en ort i Mexiko, tillhörande kommunen Acambay de Ruíz Castañeda i den västra delen av delstaten Mexiko, i den centrala delen av landet. Orten hade 1 020 invånare vid folkräkningen 2010.